# 小行星1407
小行星1407（1407 Lindelof）是一颗围绕太阳公转的小行星。1936年11月21日，爾約·維薩拉在图尔库发现了此天体。
該小行星以芬蘭數學家恩斯特·列奧納德·林德勒夫命名。
这颗小行星的绝对星等为109.5533736186708等。